# Che drago di un drago
Che drago di un drago è una serie televisiva a disegni animati prodotta da Alphanim, Cinar, Canal J, Europool e France 3, in collaborazione con DQ Entertainment, Teletoon e LuxAnimation. Ogni episodio dura circa 7 minuti. In Italia la serie è andata in onda su Italia 1 con 26 puntate composte da 3 episodi ciascuna.

## Trama
L'azione si svolge in un regno fiabesco. Il re Barbis III vive in un magnifico castello su una verde collina. Un drago verde vive in una caverna e causa frequenti problemi al re. Per sbarazzarsi del drago, il re chiede ai suoi cavalieri di scacciarlo in cambio della mano di sua figlia, la principessa Melody, la quale però si è già innamorata del giullare di corte Riri e quindi non è interessata ai cavalieri.

## Doppiaggio
| Nome del personaggio | Doppiatore originale | Doppiatore italiano |
| -------------------- | -------------------- | ------------------- |
| Re Barbis III        | Danny Wells          | Pietro Ubaldi       |
| Melody               | Carrie Finlay        | Daniela Fava        |
| Harry                | Mark Camacho         | Davide Garbolino    |
| Riri                 | Mark Hauser          | Luca Bottale        |
| Juju                 | Annie Bovaird        | Daniele Demma       |
| Miss Green           | Helen King           | Caterina Rochira    |